# Шкудимка (приток Юловки)
Шкудимка — река в России, протекает по Городищенскому району Пензенской области. Устье реки находится в 16 км по левому берегу реки Юловка. Длина реки составляет 10 км.

## Данные водного реестра
По данным государственного водного реестра России относится к Верхневолжскому бассейновому округу, водохозяйственный участок реки — Сура от истока до Сурского гидроузла, речной подбассейн реки — Сура. Речной бассейн реки — (Верхняя) Волга до Куйбышевского водохранилища (без бассейна Оки).
Код объекта в государственном водном реестре — 08010500112110000035475.